# Рони су Боа
Рони су Боа (фр. Rosny-sous-Bois) град је у Француској, у департману Сена Сен Дени.
По подацима из 1999. године број становника у месту је био 39.105.

## Демографија
| 1962.  | 1968.  | 1975.  | 1982.  | 1990.  | 1999.  | 2011.  |
| ------ | ------ | ------ | ------ | ------ | ------ | ------ |
| 21.001 | 30.705 | 35.784 | 36.970 | 37.489 | 39.105 | 41.254 |

## Партнерски градови
- Ибах-Паленберг